# Les Gees
Les Gees est une série télévisée d'animation 3D française créée par Antoine Rodelet et Josselin Charier et diffusé en 9 avril 2011 sur Gulli.

## Synopsis
Les Gees sont des extra-terrestres venus étudier la Terre.

## Jeu vidéo
Les Gees, le jeu, développé et édité par la société Bulkypix, est sorti en 6 juin 2012 sur iOS et Android.